# Brookton
Brookton è una città situata nella regione di Wheatbelt, in Australia Occidentale; essa si trova 138 chilometri a est di Perth ed è la sede della Contea di Brookton.

## Storia
Il primo colono a costruire una casa qui fu John Seabrook (1818 - 1891) nel 1846, chiamando la proprietà Brookton House. Per molti anni rimase il solo abitante della zona, ma altri coloni cominciarono ad insediarsi qui a partire dal 1870 per sfruttare il commercio di Santalum spicatum, un tipo di sandalo che cresce in questa regione. A partire da quegli anni si sviluppò anche l'agricoltura, con coltivazioni di grano e allevamenti di pecore.
Nel 1889 venne costruita la ferrovia che collegava la città ad altri insediamenti sulla costa dell'Australia Occidentale, provocando un accrescimento della cittadina con l'arrivo di nuovi coloni; nel 1895 venne dichiarata town col nome di Seabrook, ma la popolazione spinse per cambiare il nome in Brookton e questo venne formalizzato nel 1899.